# Lijst van spelers van Club Deportes Cobresal
Deze lijst omvat voetballers die bij de Chileense voetbalclub Club Deportes Cobresal spelen of gespeeld hebben. De namen zijn alfabetisch gerangschikt.

## A
- Alejandro Acosta
- Daniel Aguilera
- Fabián Alfaro
- Raul Allup
- Anyelo Alvarado
- Carlos Alzamora
- Charles Aránguiz
- Boris Aravena
- Felipe Araya
- Manuel Araya
- Matías Arriagada
- Sebastián Aset
- Baltazar Astorga

## B
- Rodrigo Barra
- Vladimir Bigorra
- Cristián Bravo
- Fernando Burgos

## C
- José Cabión
- Juan Cabral
- Nicolás Canales
- José Cantillana
- Denis Caputo
- Juan Carreño
- Sandrino Castec
- Marco Castro
- Juan Cisternas
- Gino Cofré
- Nestor Contreras
- Miguel Cuéllar
- Román Cuello

## D
- César Díaz
- Hugo Díaz
- Sebastián Díaz

## E
- Carlos Espinosa
- Richard Estigarribia

## F
- Eduardo Farías
- Adrián Faúndez
- Rodolfo Ferrando
- Luis Flores
- Edison Fonseca
- Ronald Fuentes

## G
- José Galván
- Cristián Gálvez
- Luis Godoy
- Michael Godoy
- Hans Gómez
- Roberto González
- Diego Guidi
- Iván Guillauma

## H
- Gustavo Huerta

## I
- Oscar Ibarra

## J
- Rodrigo Jara

## L
- Julio Laffatigue
- Jorge Lagunas
- Javier Leon
- Patricio Lira
- Franklin Lobos
- Juan Lucero
- Juan Lueiza

## M
- Lino Maldonado
- Omar Mallea
- Matias Manzano
- Rubén Martínez
- Diego Martiñones
- Marcelo Medina
- Sergio Migliaccio
- Orlando Mondaca
- Claudio Muñoz
- Diego Muñoz
- Pedro Muñoz

## N
- Rodrigo Núñez

## O
- Marco Olea
- Cristián Olguín
- Víctor Osorio
- Víctor Oyarzún

## P
- Leonel Pedreros
- Manuel Pedreros
- Carlos Pérez
- Claudio Pérez
- Ronny Pérez
- Héctor Pericás
- Jean Paul Pineda
- Álvaro Pintos
- Ángel Puertas

## R
- Carlos Ramos
- Cristian Ríos
- Juan Rivera
- Pedro Rivera
- Jorge Rodríguez
- Luis Rogel
- José Rosales

## S
- Esteban Sáez
- Sergio Salgado
- Hans Salinas
- Freddy Segura
- Diego Silva
- Juan Silva
- Joel Soto
- Carlos Soza
- Sebastián Suárez
- Julio Suazo

## T
- Juan Toloza

## V
- Luis Valenzuela
- Emanuel Vargas
- Gabriel Vargas
- Rodrigo Viligrón

## Y
- Renzo Yáñez

## Z
- Iván Zamorano